# Yassine Haddou
Pour les articles homonymes, voir Haddou.
Yassine Haddou né le 21 mai 1989 à Narbonne est un footballeur franco-marocain évoluant au poste de défenseur.

## Carrière
À l'âge de 16, Yassine quitte Port-la-Nouvelle pour commencer sa carrière au centre de formation de Nîmes Olympique. Avec le club gardois, Yassine Haddou a disputé son premier match en équipe fanion en 2008-2009. Au total, toutes compétitions confondues, il aura porté le maillot nîmois à plus de cent reprises dont 49 en National et 46 en Ligue 2.
Il possède à son palmarès le titre de champion de France National obtenu en 2012. 
En juillet 2013, il a intégré l'Olympique de Safi au Maroc. Le 27 juin 2014, Yassine signe pour le club de US Boulogne.
Le 2 juin 2015, il s'engage avec Amiens.